# 牛淵團地前站
牛淵團地前站（日语：／ Ushibuchi-Danchi-mae eki */?）是位於日本愛媛縣東溫市的鐵路車站，隸屬於伊予鐵道（伊予鐵），車站編號為IY19。車站名稱取自位處西南方的「縣營牛淵團地」，因而設立的通勤車站，現時為有人委託站。

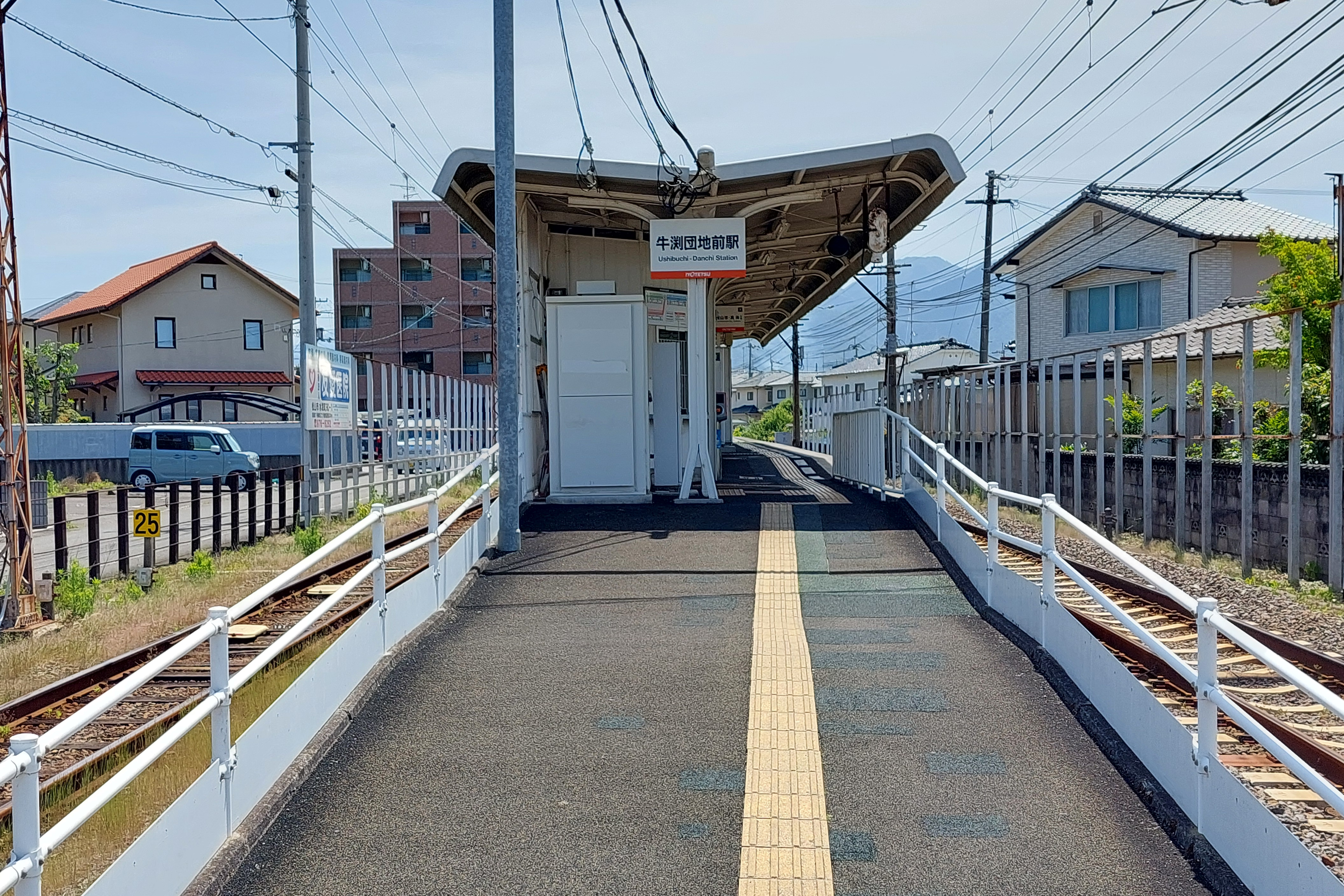
月台入口（2024年5月）

## 車站結構
採用簡易車站模式，站務亭及附設於向梅本站方向的月台末端，為有人站。車站出入口為無障礙斜道，並於斜道頂端設置了自動售票機。本站設有島式月台1座，能提供1面2線的配置，有效長度為4輛，是其中一個可交換列車的車站，不過當實行15分鐘定點班次時，列車不會在此站交會，現時只有早上繁忙時間才會有列車交換。
通過閘口後便直接進入月台範圍。所有月台設施亦主要靠近於閘口，當中包括約1輛長的月台上蓋、候車座椅及自助售賣機等，洗手間位於站務亭後、面向南側月台。路軌配置方面，現時設定下行路軌為主軌，上行路軌為側線路軌，列車靠左進站，和其他於平日進行列車交換的車站月台不同。

### 月台配置
| 月台               | 路線      | 方向 | 目的地                        |
| ------------------ | --------- | ---- | ----------------------------- |
| 北側（售票亭左側） | ■横河原線 | 上行 | 松山市、直通■高濱線往高濱方向 |
| 南側（售票亭右側） | ■横河原線 | 下行 | 横河原方向                    |

## 歷史
- 1970年5月1日：開業。
- 2025年3月18日：伊予鐵內所有郊外鐵道線均可使用ICOCA及全國交通系IC卡[3][4][5]。

## 相鄰車站
伊予鐵道
■ 橫河原線
梅本（IY18）－牛淵團地前（IY19）－牛淵（IY20）

## 外部連結
- 伊予鐵道牛淵團地前站公式網頁。 （页面存档备份，存于）